# ABX Air
ABX Air est une compagnie aérienne cargo américaine basée à Wilmington en Ohio. Elle réalise des vols de nuit à travers les États-Unis, le Canada et Porto Rico. Sa base principale se situe sur l'ancienne base de l'Air Force Clinton County propriété de DHL, à Wilmington.
Le client principal de la compagnie est DHL. La majeure partie de ses appareils sont d'ailleurs peint aux couleurs de DHL.

## Histoire
La compagnie fut créée en 1980 quand Airborne Freight a acquis Midwest Air Charter. Elle débuta ses opérations le 17 avril 1980 sous le nom de Airborne Express.